# Кочо Рацин
Константин (Коста, Кочо) Апостолов Костов Солев, известен като Кочо Рацин, е поет от Македония и комунистически активист.

## Биография
Кочо Рацин е роден на 2 ноември или 22 декември 1908 година в град Велес, тогава в Османската империя.
Първото литературно произведение на Рацин е „Синови глади“, стихотворение на сръбски език, публикувано през 1928 г. в загребското списание „Критика“. Заедно с поетите Гьоргевич и Аксич през 1932 г. в Скопие публикува стихосбирката на сръбски език „1932“. Рацин си сътрудничи с Георги Шоптраянов в рамките на литературния кръжок „Нада“. Рацин публикува и други стихотворения, разкази и статии на различна тематика.
Единствената стихосбирка на Рацин, „Бели мугри“, е публикувана в Загреб през 1939. Тя е написана на велешки диалект и придобива голяма популярност във Вардарска Македония, където тя се разглежда като противопоставяне на опитите за сърбизация на страната. В лексиката и правописната форма, Рацин е под силното влияние на Кръстьо Мисирков и на крачка до по-късно кодифицираната форма на македонския език.
Кочо Рацин е автор и на шест непубликувани стихотворения на книжовен български език.
От младежка възраст Кочо Рацин участва в Югославската комунистическа партия. Той е неколкократно арестуван от югославските, а по време на Втората световна война и от българските власти. От януари до 27 март 1941 г. Рацин е затворен в югославски лагер. За този негов престой се разказва, че началникът на лагера, капитан Николич, когато се чели молитви преди ядене или при вечерна проверка, имал обичай да посочва да прочете молитвата човек, пръв попаднал пред погледа му, без да го интересува дали вярва в Бог. Веднъж е избрал да прочете молитвата Кочо Рацин, който започнал да рецитира "Моята молитва" на Ботев, като на коменданта му било достатъчно, че се чувало "Боже", заради което не обърнал подробно внимание на стиха, и по този повод Рацин заявявал на другарите си, че бил първо българин, а после комунист.
При нападението срещу Югославия от силите на Оста, Рацин е мобилизиран и е изпратен в Куманово, където на 7 април е заловен от германците. Въпреки това, скоро успява да избяга и кратко време живее във Велес, след което заминава за София. Там живее заедно със своя съгражданин Коле Неделковски, а работи в железопътното депо като обикновен работник. Скоро след смъртта на Коле Неделковски, около 4 – 5 септември 1941 г., Рацин се връща във Вардарска Македония, по-голямата част от която е под български контрол. През лятото на 1943 той се присъединява към партизаните в Западна Македония, която тогава е попада Италианската окупационна зона.
Кочо Рацин е убит при неясни обстоятелство, описани в една от версиите като нещастен случай, резултат на неговата частична глухота. Това става след като не отговорил на предупрежденията на охраната, докато се прибирал нощем в партизанската печатница в планината Лопушник, над Кичево. Според друга версия, убийството е инсценирано от партийния комисар Светозар Вукманович-Темпо и от Страхил Гигов, които са отявлени противници на групата на Методи Шаторов-Шарло в партията, която има пробългарски позиции, и на която симпатизирал Рацин. Свидетел на смъртта му става Пецо Чинговски.
Според Коста Църнушанов Кочо Рацин има българско самосъзнание и заявява:
| „ | Ние сме си българи и името „македонец“ е удобно прикритие за борба в днешните условия на сръбски терор. | “ |